# Hôtel de ville de Servance
L'hôtel de ville de Servance et groupe scolaire est un hôtel de ville situé à Servance-Miellin, en France.

## Localisation
L'hôtel de ville est situé sur la commune de Servance-Miellin, dans le département français de la Haute-Saône.

## Historique
L’ensemble mairie-école a été construit en 1906, sous le mandat du maire Eugène Guingot, qui a donné son nom à la rue où est située la mairie. Le conseil municipal de l’époque a également choisi un blason et une devise qu’il est possible de voir au fronton du bâtiment. (cf Servance)
L'édifice est inscrit au titre des monuments historiques en 2005.